# La Bicyclette ensevelie
La Bicyclette ensevelie est une œuvre des artistes Claes Oldenburg et Coosje Van Bruggen située à Paris, en France. Installée en 1990 dans le parc de la Villette, il s'agit d'une sculpture monumentale représentant des éléments disparates d'une bicyclette (roue, guidon, pédale et selle) partiellement enfouis dans le sol. C'est une œuvre ronde-bosse et in situ.

## Description et interprétation

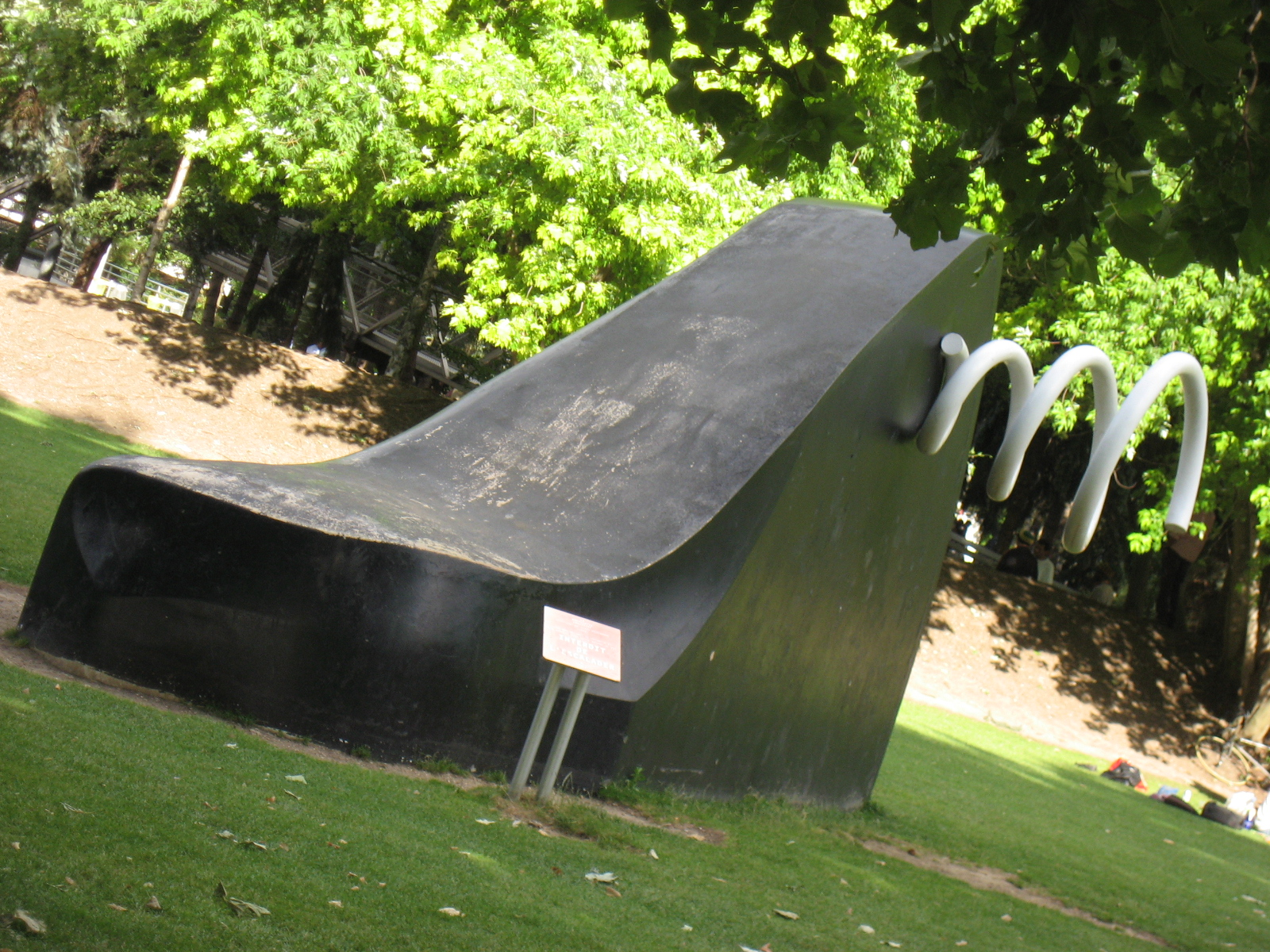
La selle de la Bicyclette ensevelie.

L'œuvre prend la forme d'une installation comportant quatre parties distinctes :
- la roue, formée d'un arc de cercle figurant la jante, et de quelques rayons ;
- la pédale ;
- la selle, à moitié enfouie dans le sol ;
- le guidon, comportant une sonnette.

Chacun de ces éléments est sculpté et peint de façon à ressembler à son équivalent de taille normale, mais agrandi à une échelle gigantesque. Ils sont indépendants les uns des autres, et seule une partie de chacun est figurée, donnant l'impression qu'une bicyclette est ensevelie dans le sol.

## Localisation
L'œuvre est installée dans le parc de la Villette, non loin du canal de l'Ourcq, entre la prairie du cercle sud et la prairie du triangle.

## Artistes
Claes Oldenburg (1929–2022) était un artiste plasticien suédois, inspiré par le pop art.
Coosje Van Bruggen (1942–2009) était une sculpteuse et historienne de l'art.

## Commande de l’œuvre
Sous l'impulsion de François Mitterrand, des « Grands travaux » sont entrepris, dès le début de son premier mandat présidentiel. De nombreuses œuvres publiques seront ainsi réalisées dans le cadre de ce renouveau artistique initié par l'État.
En novembre 1985, l'Établissement public du parc de la Villette (EPPV) passe la commande à Claes Oldenburg et Coosje Van Bruggen. La proposition est acceptée en décembre 1986. Mais les négociations entre les différents protagonistes sont longues et laborieuses. De nombreuses difficultés mettent en péril le projet. C'est la présentation de la maquette au ministre de la Culture qui facilite les choses.